# Święty Warus
Święty Warus (gr. Οὔαρος) (zm. ok. 304 roku w Aleksandrii) – wczesnochrześcijański męczennik i żołnierz. Jako święty czczony jest przez Kościół katolicki i prawosławny. 
Warus był rzymskim żołnierzem stacjonującym w Górnym Egipcie. Potajemnie wyznawał chrześcijaństwo. Podczas prześladowań chrześcijan, brał udział w pilnowaniu grupy siedmiu chrześcijańskich więźniów, oczekujących na egzekucję. Był świadkiem jak ich głodzono i torturowano. Starał się dyskretnie dostarczać im żywność i wspierać na duchu. Ostatecznie ujawnił swoją wiarę i dołączył do nich. Był okrutnie torturowany i ostatecznie poniósł śmierć. 